# Kokakófélék
A kokakófélék (Callaeidae vagy Callaeatidae) a madarak osztályának verébalakúak (Passeriformes) rendjébe tartozó család. A kokakófélék Új-Zéland bennszülött (endemikus) madarai.  Egyik képviselőjük, a huja, a 20. század elején halt ki, míg egy másik fajuk, a déli-szigeti kokakó súlyosan veszélyeztetett, talán már ki is halt.

## Rendszerezés
A családba 3 nem (génusz) és 5 faj tartozik.
- Callaeas (Forster, 1788) – 2 faj
  - kokakó (Callaeas wilsoni)
  - † déli-szigeti kokakó (Callaeas cinereus) - valószínűleg kihalt

- Philesturnus (I. Geoffroy Saint-Hilaire, 1832) – 2 faj
  - nyergesmadár (Philesturnus carunculatus): újonnan ezt is 2 különálló fajként tárgyalják a 2 fő szigetnek megfelelően: déli-szigeti nyergesmadár (Philesturnus carunculatus) és északi-szigeti nyergesmadár(Philesturnus rufusater)

- Heteralocha (Cabanis, 1851) – 1 faj
  - † huja (Heteralocha acutirostris)

|  |  |